# Núgvan
Núgvan är ett berg i Färöarna (Kungariket Danmark).   Det ligger i sýslan Streymoyar sýsla, i den centrala delen av landet, 10 km nordväst om huvudstaden Tórshavn. Toppen på Núgvan är 667 meter över havet. Núgvan ligger på ön Streymoy.
Terrängen runt Núgvan är kuperad. Havet är nära Núgvan åt sydväst. Närmaste större samhälle är Tórshavn, 9,9 km sydost om Núgvan. 